# József Holzbauer
József Holzbauer (węg. József Hollós, ur. 10 marca 1901 w Kerékteleki, zm. 12 kwietnia 1978 w Budapeszcie) – węgierski piłkarz występujący na pozycji pomocnika lub napastnika, reprezentant Węgier w latach 1925–1927.

## Kariera klubowa
W trakcie swojej kariery występował w klubie Szombathelyi AK (od 1926 pod nazwą Sabaria LSz). W barwach tego zespołu rozegrał 4 sezony na poziomie Nemzeti Bajnokság I. Karierę zakończył w połowie lat 30. XX wieku. Nosił przydomek boiskowy „Bozse”.

## Kariera reprezentacyjna
19 lipca 1925 zadebiutował w reprezentacji Węgier w wygranym 2:0 meczu towarzyskim przeciwko Polsce w Krakowie, w którym zdobył bramkę. Ogółem w latach 1925–1927 rozegrał on w reprezentacji 6 spotkań w których zdobył 5 goli.